# Abenteuer Diagnose
Abenteuer Diagnose ist eine Fernsehsendung seit 2008 im Programm des NDR. In den Sendungen werden Krankheitsfälle dargestellt, bei denen der medizinische Erkenntnisgewinn in den Vordergrund gestellt und die auf spannende Art ähnlich den Ermittlungen bei einem Kriminalfall präsentiert werden. Ein ähnliches Format ist die US-amerikanische Fernsehsendung Mystery Diagnosis, die 2005 im Discovery Health Channel, einem Ableger Discovery Channels, erstmals ausgestrahlt wurde.
10 bis 15-minütige Einzelfolgen der Sendung wurden meist am Ende des NDR-Gesundheitsmagazins Visite ausgestrahlt.
Mehrere Folgen werden in einer 45-minütigen Sendung zusammengefasst, die meistens am Dienstag um 21:00 Uhr ausgestrahlt wird. Einige Sendungen sind über das Archiv des NDR verfügbar, die älteste vom 15. Juli 2008 über einen Fall von Kreuzallergie.
Der NDR sucht für die Sendung kontinuierlich Betroffene, die bereit sind, in dem vorgegebenen Sendeformat über ihre Krankengeschichte zu berichten.
Die medizinischen Fälle werden auf einer Station in einem echten Krankenhaus von Schauspielern nachgestellt. 2016 wurde beispielsweise im Bethesda-Krankenhaus Bergedorf in Hamburg gedreht.
2018 ist zum 10-jährigen Jubiläum der Fernsehsendung ein Buch mit medizinischen Fällen daraus erschienen.
Die Sendung existiert ebenfalls als Podcast in der ARD Audiothek.